# Mijoši Umeki
Mijoši Umeki, 梅木 美代志, Umeki Mijoši nebo ミヨシ・ウメキ Miyoshi Umeki (8. května 1929 Otaru – 28. srpna 2007 Licking, Missouri) byla japonsko-americká zpěvačka a herečka. Byla první Asiatkou, která za svůj herecký výkon získala Oscara.

## Životopis
Narodila se v Otaru na ostrově Hokkaidó v Japonsku jako nejmladší z devíti dětí. Její otec vlastnil továrnu na výrobu železa. Po 2. světové válce začala svou kariéru jako zpěvačka v nočním klubu pod jménem Nancy Umeki. Její nejranější inspirací bylo tradiční divadlo kabuki a americká popová hudba.

### Kariéra
V letech 1950–1954 pracovala pro nahrávací společnost RCA Victor Japan a objevila se ve filmu Seishun Jazu Musume (1953). Nahrávala především americké jazzové klasiky, které částečně zpívala v japonštině a částečně v angličtině, nebo samostatně v jednotlivém jazyce. Mezi skladbami, které v této době nazpívala byly „It Isn't Fair”, „Sentimental Me”, „My Foolish Heart”, „With A Song In My Heart”, „Again”, „Vaya con Dios”, „(How Much Is) That Doggie in the Window?” a „I'll Walk Alone”. V roce 1955 se přestěhovala do Spojených států. Patřila k tzv. Issei, což je japonský výraz pro první generaci japonských imigrantů po roce 1945. Po svém angažmá v seriálu Arthur Godfrey and His Talent Scouts (1948) a podepsala smlouvu s hudebním vydavatelstvím Mercury Records a vydala několik singlů a dvě alba.
Její role v seriálu Arthur Godfrey and His Talent Scouts (1948) zaujala režiséra Joshuu Logana, který ji obsadil ve filmu Sayonara (1957). Umeki za svou roli získala Oscara za nejlepší herečku ve vedlejší roli, čímž se stala první oceněnou herečkou asijského původu.
V roce 1958 byla nominována na cenu Tony za nejlepší hlavní ženskou roli v muzikálu za roli v premiérové produkci na Brodwayi, muzikálu Flower Drum Song, kde hrála Me-Li. Muzikál byl uváděn dva roky. Umeki se objevila také ve filmové adaptaci a byla také nominována na Zlatý glób.
Ačkoli byla častým hostem v různých televizních varieté, do roku 1962 se objevila jen ve čtyřech filmech a to včetně Flower Drum Song (1961). Další byly Cry for Happy (1961), The Horizontal Lieutenant (1962) a A Girl Named Tamiko (1963).
V letech 1969–1972 se objevila jako hospodyně, paní Livingstonová v televizním seriálu The Courtship of Eddie's Father za což byla nominována na Zlatý glób. Po ukončení seriálu skončila se svou hereckou kariérou.

### Osobní život
Poprvé se vdala za televizního režiséra Fredericka Winfielda „Wynna” Opieho v roce 1958. V roce 1964 se jim narodil syn Michael H. Opie. Manželství bylo rozvedeno v roce 1967. Podruhé se provdala v roce 1968 za Randalla Hooda, který adoptoval jejího syna a změnil jeho jméno na Michael Randall Hood. Manželé vedli podnik v Los Angeles, který půjčoval vybavení pro editaci filmu. Randall Hood zemřel v roce 1976. Umeki poté mnoho let žila v Sherman Oaks a poté se přestěhovala do Lickingu v Missouri, aby byla blízko svého syna a tří vnoučat. Zemřela na rakovinu ve věku 78 let.
Její syn, který v Lickingu pracoval jako policista, zemřel 27. srpna 2018 ve věku 54 let.

## Filmografie
| Rok  | Název filmu               | Režisér         | Role        |
| ---- | ------------------------- | --------------- | ----------- |
| 1953 | Seishun Jazz musume       | Šúe Macubajaši  | Kašu        |
| 1956 | Around the World Revue    | George Robinson | Nancy Umeki |
| 1957 | Sayonara                  | Joshua Logan    | Kacumi      |
| 1961 | Cry for Happy             | George Marshall | Harue       |
| 1961 | Flower Drum Song          | Henry Koster    | Mei-Li      |
| 1962 | The Horizontal Lieutenant | Richard Thorpe  | Akiko       |
| 1962 | A Girl Named Tamiko       | John Sturges    | Eiko        |

## Ocenění a nominace
| Rok  | Cena         | Kategorie                                    | Film                            | Výsledek  |
| ---- | ------------ | -------------------------------------------- | ------------------------------- | --------- |
| 1958 | Oscar        | Nejlepší herečka ve vedlejší roli            | Sayonara                        | vítězství |
| 1958 | Zlatý glóbus | Nejlepší herečka ve vedlejší roli            | Sayonara                        | nominace  |
| 1962 | Zlatý glóbus | Nejlepší herečka (komedie / muzikál)         | Flower Drum Song                | nominace  |
| 1970 | Zlatý glóbus | Nejlepší herečka ve vedlejší roli – televize | The Courtship of Eddie's Father | nominace  |
| 1959 | Cena Tony    | Nejlepší herečka v hlavní roli – muzikál     | Flower Drum Song                | nominace  |